# André Normil
André Normil, né à Port-au-Prince le 26 septembre 1934 et décédé le 2 mai 2014, était un peintre haïtien.

## Biographie
Autodidacte, il décore des tap-tap (taxis collectifs) avant d’intégrer le Centre d’Art en 1951. En 1956, le peintre haïtien J.E. Gourgue (1930-1996) le présente au galeriste Issa El-Saieh. Dès lors, Normil travailla exclusivement pour la Galerie Issa,, où il eut son propre atelier jusqu’a la mort du fondateur de la galerie en 2005.
Fin observateur, ses œuvres reflètent la vie courante en Haïti dans toutes ses subtilités, et les thèmes de ses tableaux présentent une grande variété d’inspiration, qu’il s’agisse de scènes de la Bible, scènes populaires, mariages de campagne ou des scènes historiques - pour ne citer que quelques-uns de ses sujets de prédilection. Il introduit dans son travail toutes les nuances et les archetypes de la vie urbaine haïtienne de son temps : le jeune couple qui se promène, les étals de rue et leurs vendeurs, le marchand de fresco, les tap-tap, la femme volage, les bandes de ra-ras, les écoliers, les combats de coqs (gagè), etc.
Ses compositions sont élaborées et abondent de personnages, d’activité, de couleurs vives et comportent souvent une touche d’humour. De ce faite, il fut longtemps classé de peintre humoristique, avant d’être reconnu comme un des maitres de la peinture haïtienne.
Ses œuvres ont été présentées dans de nombreuses expositions, galeries et musées, principalement dans la Caraïbe, en Amérique Latine, aux États-Unis, et en Europe.
Il figure dans les collections du Musée d’Art Haïtien du Collège Saint Pierre et du Milwaukee Art Museum. Nombreuses de ses toiles ont été utilisées comme support de promotion culturelle et touristique par le Ministère de Tourisme Haïtien.